# 루비 킬러

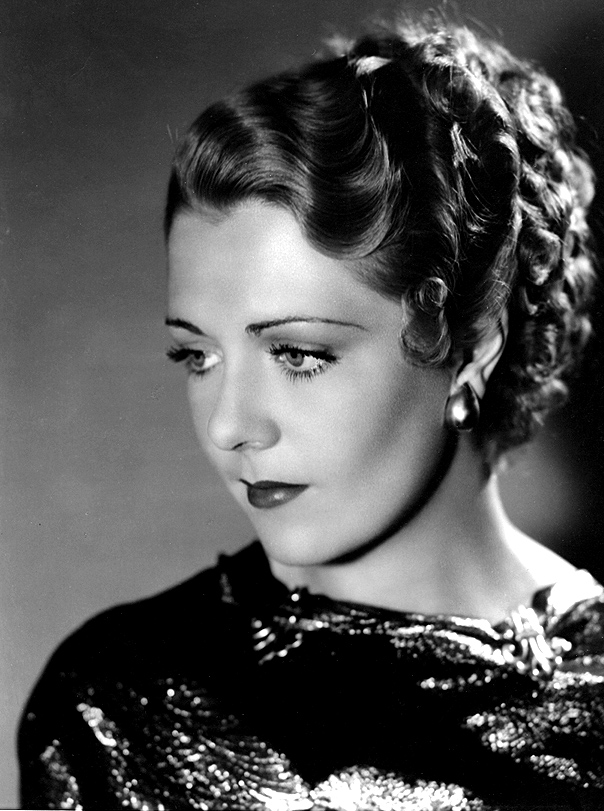
1935년의 루비 킬러

루비 킬러(영어: Ruby Keeler, 1909년 8월 25일 ~ 1993년 2월 28일)는 미국의 배우, 가수, 댄서, 영화배우, 텔레비전 배우, 연극 배우이다.
루비 킬러는 뉴욕에서 태어났으며 1993년 83세의 나이로 캘리포니아주 랜초미라지에서 신장암으로 사망하였다.

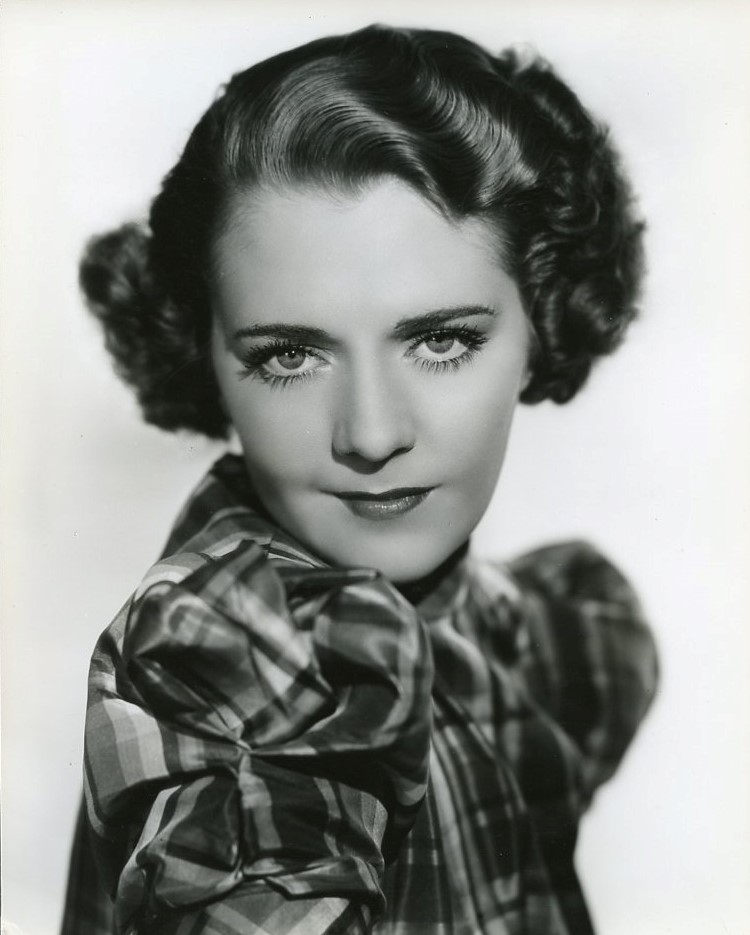
1935년의 루비 킬러

## 영화
- 데이빗 프로스트 쇼 (1969년)
- 고 인투 유어 댄스 (1935년)
- 쉽메이트 포에버 (1935년)
- 여인네들 (1934년)
- 프러테이션 워크 (1934년)
- 1933년의 황금광들 (1933년)
- 풋라이트 퍼레이드 (1933년)
- 42번가 (1933년)
- 쇼 걸 인 헐리우드 (1930년)